# SEON Fraud Fighters
A SEON online csalás-megelőzési megoldásokat kínál, amelyek segítik a banki, biztosítási, e-kereskedelmi, online hitelezési, utazási és más iparágak vállalkozásait az ügyfél személyazonosságának igazolásában és a pénzügyi csalások felderítésében és megelőzésében. A beépített mesterséges intelligenciával (AI) támogatott munkafolyamatok lehetővé teszik a szervezetek számára a tranzakciók rizikó alapú pontozását, amellyel egyéni kockázatkezelési szabályokat határozhatnak meg

## Kezdetek
A SEON története akkor kezdődött, amikor Kádár Tamás és Jendruszák Bence először 2013-ban találkoztak az egyetemen, és felfedezték a kriptovaluták iránti közös érdeklődésüket. Első projektjük valójában egy kripto tőzsde volt a közép-kelet-európai régió számára. 
Számos csalásmegelőzési megoldás kipróbálása után arra a következtetésre jutottak, hogy maguk is építhetnének jobbat. És működött: az eszköz annyira hatékonyra sikerült, hogy más kripto platformok és a magas kockázatú kereskedők között is népszerű megoldás lett.

## Termékek
A SEON egy moduláris, API-alapú platformot kínál, amelyet a csalások észlelésére és megelőzésére, valamint a pénzmosás elleni küzdelem (AML) segítésére terveztek. A főbb összetevők a következők:
Digitális lábnyom-elemzés
A SEON digitális lábnyom modulja több mint 900 adatpontot összesít email-, telefon- és IP-adatokból, hogy átfogó felhasználói profilokat hozzon létre, lehetővé téve a vállalkozások számára, hogy a gyanús elemeket azonosítsák a felhasználói út korai szakaszában.
Digitális ujjlenyomatvétel
A SEON digitális ujjlenyomatvételt és viselkedésalapú biometrikus azonosítást használ az olyan rendellenességek észlelésére, mint az emulátorhasználat vagy az eszközhamisítás. Az eszközkonfigurációk és a viselkedési adatpontok elemzésével a SEON segít a vállalkozásoknak az illegális tevékenységek azonosításában és megelőzésében.
Mesterséges intelligencia és gépi tanulás
A SEON whitebox és blackbox gépi tanulási modelleket alkalmaz a csalások észlelésének javítása érdekében. 
Testreszabható kockázatfelmérés
A SEON középpontjában egy testreszabható kockázatértékelési rendszer áll. A vállalkozások a pontozási logikát a konkrét kockázati preferenciák, a működési küszöbértékek vagy a szabályozási követelmények alapján konfigurálhatják. A rugalmasság lehetővé teszi a szervezetek számára, hogy technikai változtatások vagy egyedi fejlesztés nélkül testre szabják csalásmegelőzési stratégiáikat. 
AML
A SEON AML csomagja ügyfél-szűrést, tranzakció-monitorozást,  és ügykezelő rendszert is tartalmaz. Ezek a funkciók segítenek a vállalkozásoknak megfelelni az olyan szabályozásoknak, mint az EU hatodik pénzmosás elleni irányelve (AMLD6) és az amerikai FinCEN követelményei. A platform valós idejű monitorozást és automatizált jelentéskészítést is lehetővé tesz, egyszerűsítve a megfelelési folyamatokat.

## Befektetések
Seed Investment round 2018.
- Portfolion[1]
- Fiedler Capital [2]

2021-ben a SEON a Spotify és a Bolt befektetőjétől, a Creandum-tól kapott 10 millió eurót arra, hogy demokratizálják az online csalásmegelőzés piacát.
2022 tavaszán újabb 94 millió dollárt kapott "Series B" tőkebevonási körben az IVP nevű, ismert amerikai befektető cégtől.

## Díjak
- Lion’s Den pitch at LFPA London
- PitchIT Lendit in London[4]

## 2023-as csoportos létszámleépítés
2023. február 9-én a cég váratlanul elbocsátotta a munkavállalóinak nagyjából 20%-át. A cég vezetése a nem beteljesült növekedési előrejelzések miatt hozott hibás döntések miatt tartotta szükségesnek ezt a lépést, és minden felelősséget magára vállalt.